# Golbey
Golbey ist eine französische Stadt im Département Vosges in der Region Grand Est (bis 2015 Lothringen). Sie gehört zum Arrondissement Épinal und zum Gemeindeverband Agglomération d’Épinal.
Mit 8827 Einwohnern (1. Januar 2022) ist Golbey nach Épinal, Saint-Dié-des-Vosges und Gérardmer die viertgrößte Stadt im Département Vosges.

## Geografie

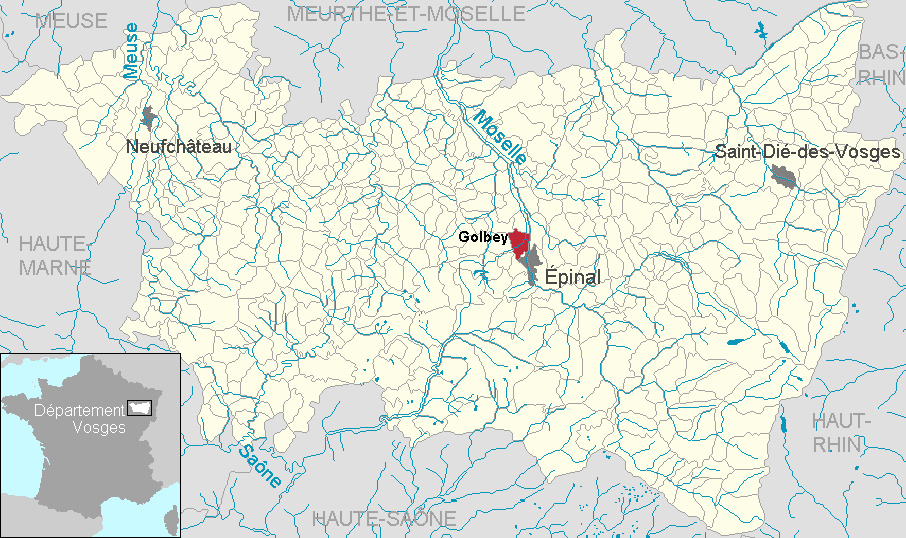
Lage der Gemeinde Golbey im Département Vosges

Die Stadt Golbey liegt unmittelbar nördlich Épinals, der Hauptstadt (Präfektur) des Départements Vosges. Das Siedlungsgebiet Golbeys ist dabei mit Épinal an mehreren Stellen zusammengewachsen. Auch zum südwestlich angrenzenden Chantraine und zu Chavelot im Norden bestehen übergreifende Siedlungs- und Gewerbegebiete.
Das etwa neuneinhalb Quadratkilometer große Gemeindegebiet von Golbey umfasst das Areal zwischen der Mosel, die Golbey im Osten begrenzt und dem nach Nordwesten hin allmählich ansteigenden Waldgebiet des Forêt de Souche-Thaon, an dem die Gemeinde einen etwa 150 ha großen Anteil hat.
Mitten durch Golbey führt der Canal des Vosges, dessen Niveau hier durch die Schleusentreppe von Golbey mit 15 Schleusen vom Mosel-Tal bis zur Scheitelhaltung um 44 Meter angehoben wird.
Die Wohngebiete in Golbey schließen nördlich sowie durch das Val d’Olima getrennt nordwestlich an Épinal an, während sich vier Industriegebiete (als Z.I. Nr. 1 bis 4 bezeichnet) westlich und nördlich und damit nahe den Kanalschleusen an die Wohngebiete Golbeys anschließen.
Nachbargemeinden von Golbey sind Chavelot im Norden, Dogneville im Nordosten, Épinal im Osten und Süden, Chantraine und Les Forges im Südwesten, Uxegney im Westen sowie Domèvre-sur-Avière im Nordwesten.

## Geschichte
Die jüngere Geschichte von Golbey ist eng mit der Textilindustrie verbunden. 1891 entstand hier eine erste große Spinnerei. Die La Gosse genannte Fabrik wurde von Adolphe Vogelweith, einem ehemaligen Ingenieur aus dem Elsass, gegründet. Der Betrieb wurde ständig erweitert und zählte 1914 über 400 Beschäftigte. Viele Häuser in Golbey stammen aus dieser Zeit, als neue Wohnsiedlungen errichtet wurden.

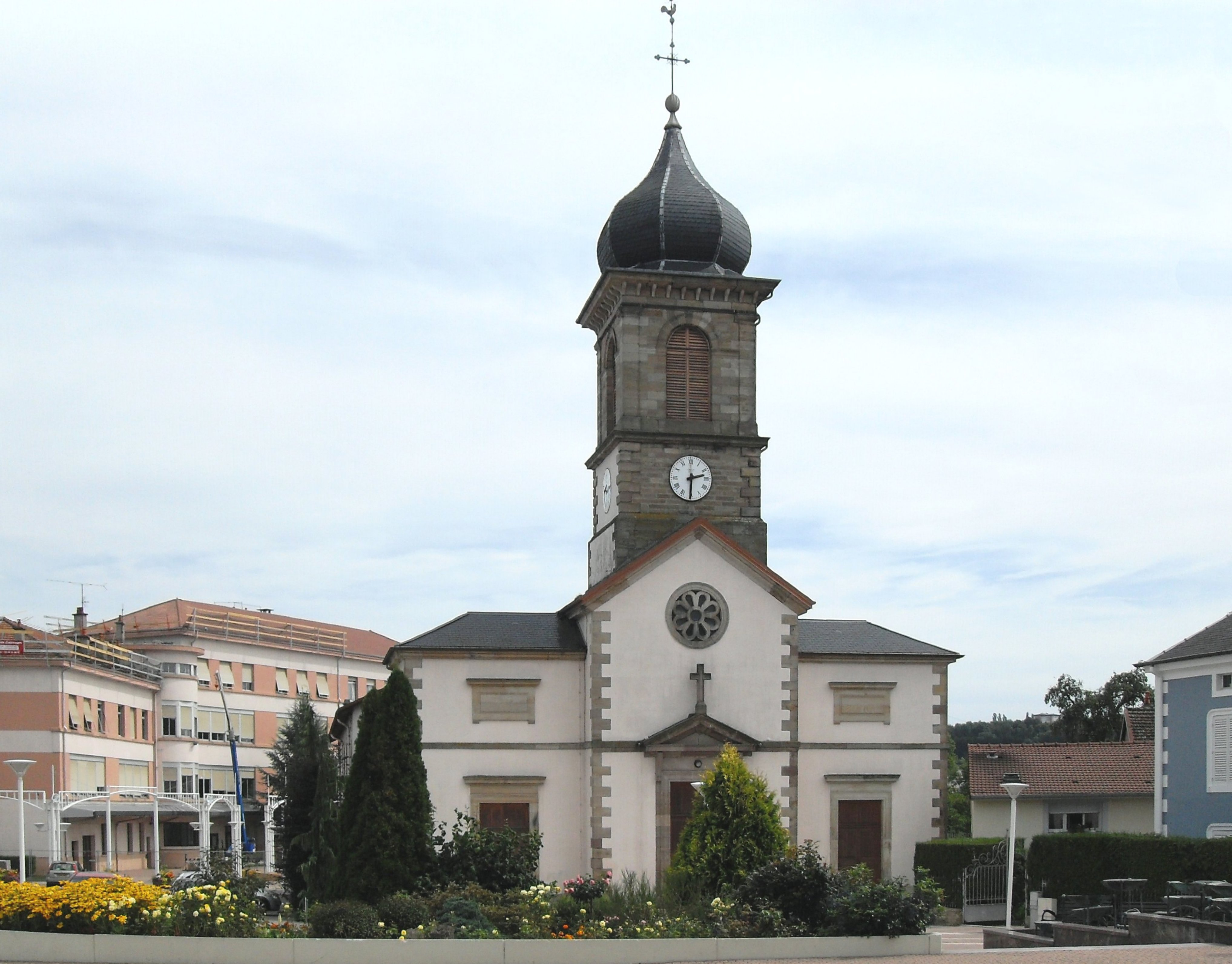
Kirche St. Abdon und Sennen in Golbey

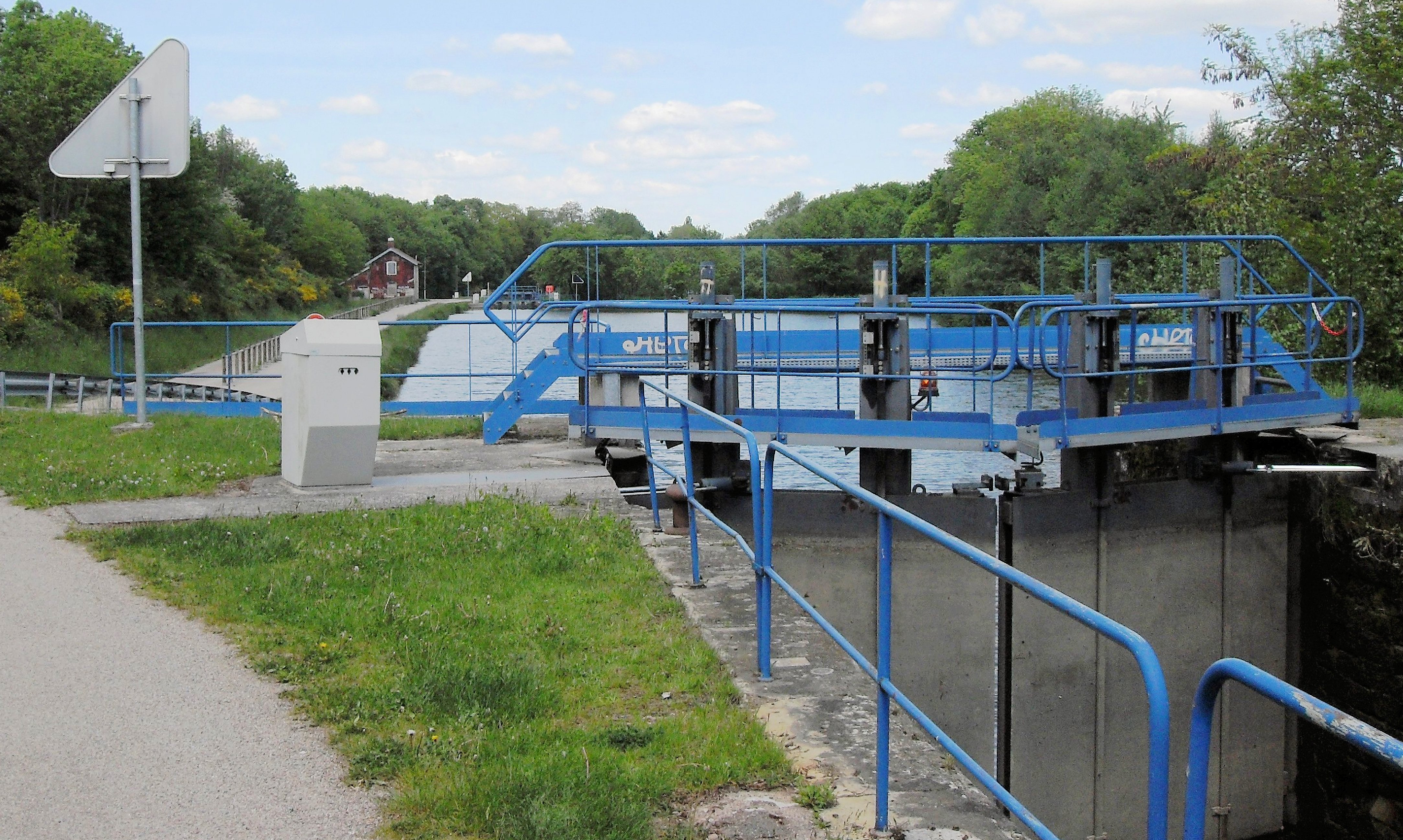
Schleuse 11M in der Schleusentreppe von Golbey

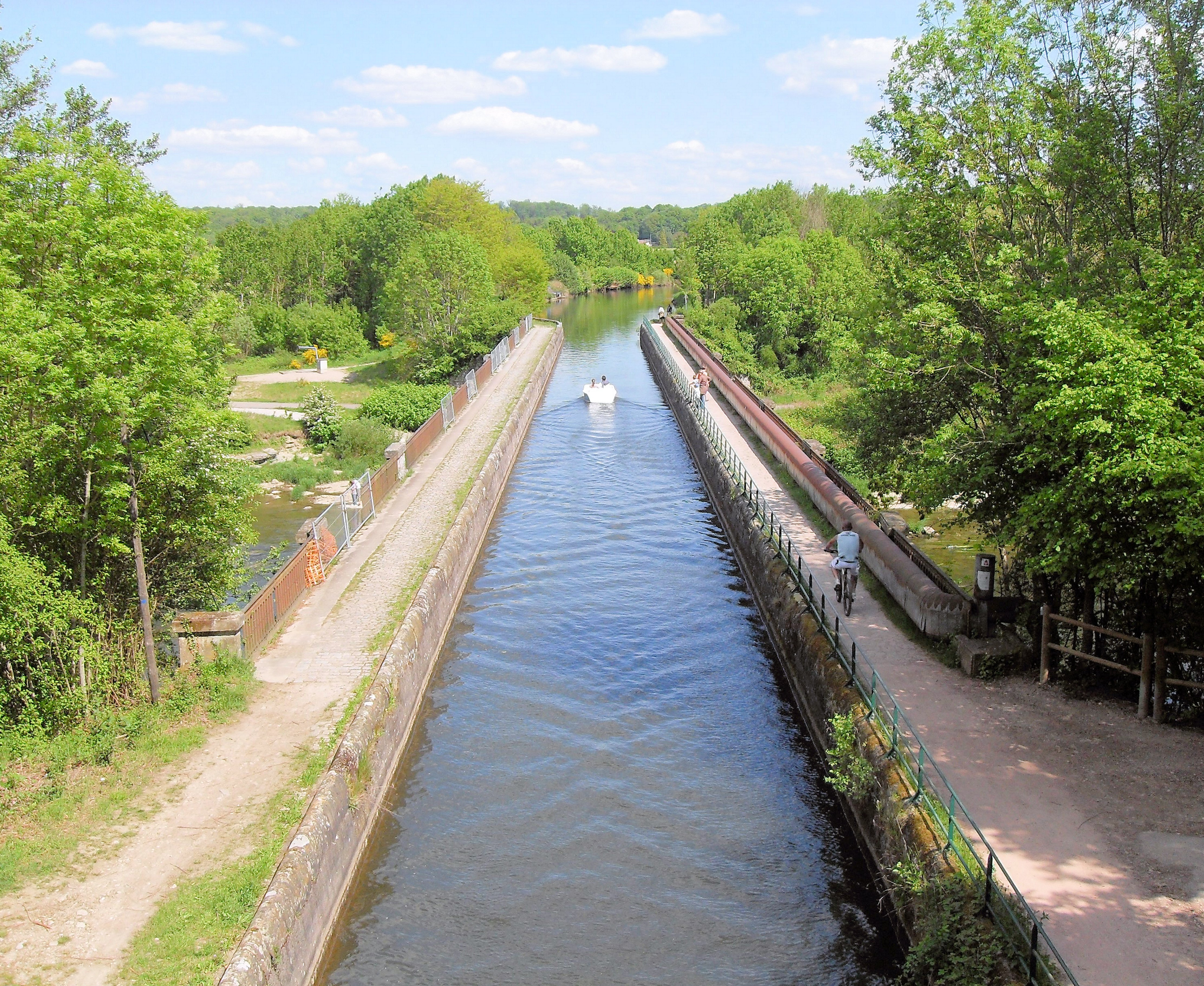
Trogbrücke des Stichkanals vom Canal des Vosges nach Épinal über die Mosel

Um 1930 hatte sich das Unternehmen auf die Herstellung von feinen Baumwollgarnen spezialisiert und über 500 Mitarbeiter. Auch nach dem Zweiten Weltkrieg, den der Betrieb mit nur leichten Schäden überstand, wurde weiter modernisiert. Trotz steigendem internationalen Konkurrenzdruck konnte sich die Textilindustrie in Golbey bis in die 1990er Jahre behaupten. Nach Auslagerungen, Teilverkäufen, Umstrukturierungen sowie Entlassungen wurden 1997 die letzten Maschinen mit einem Teil der Belegschaft in das nahe Saint-Nabord verlegt. So endete in Golbey eine lange Tradition. Der Verlust, der sich auch optisch an Industriebrachen festmachen lässt, konnte bislang nur teilweise mit neuen Unternehmen aufgefangen werden.
| Jahr      | 1962 | 1968 | 1975 | 1982 | 1990 | 1999 | 2010 | 2021 |
| Einwohner | 6560 | 7579 | 8457 | 7822 | 7929 | 7929 | 8230 | 8849 |

Im Jahr 1793 wurde mit 319 Bewohnern die bisher geringste Einwohnerzahl ermittelt. Die Zahlen basieren auf den Daten von cassini.ehess und INSEE.

## Sehenswürdigkeiten
- Kirche St. Abdon und Sennen mit einer Orgel von Henri Didier aus dem Jahr 1893
- Schleusentreppe von Golbey am Canal des Vosges
- Kanalbrücke Golbey: Der Stichkanal, der in Épinal von der Mosel abzweigt und über den Hafen von Épinal zum Canal des Vosges führt, überquert die Mosel auf Höhe Golbey auf einer 100 Meter langen und zehn Meter breiten Trogbrücke

## Wirtschaft und Infrastruktur
In Golbey gibt es 101 kleinere und mittlere Handels- und Dienstleistungsunternehmen. Nach dem Niedergang der Textilindustrie haben sich neben alt eingesessenen (Holz- und Kunststoffverarbeitung, Lebensmittelverarbeitung) auch neue Industriebetriebe angesiedelt. Zur Produktpalette der Betriebe in Golbey gehören heute Maschinen und Anlagen, Kühl- und Lüftungssysteme, medizinische, feinmechanische und optische Geräte sowie Uhren, Papier- und Druckerzeugnisse und Sanitärkeramik. Die Wirtschaft konzentriert sich vor allem auf den Norden der Gemeinde – hier sind die Industriegebiete Z.I. (Zone industrielle) Nr. 1 bis 4 ausgewiesen.
Golbey hat zwei Schulen: die École du Centre und das Collège Louis Armand sowie eine Tanzschule.
Durch die enge Verzahnung mit Épinal ist Golbey durch Fernstraßen mit allen umliegenden Gebieten verbunden. So verlaufen die zweispurige Route nationale 57 (E 23) von Metz über Épinal nach Besançon, die Fernstraßen D 46 (nach Rambervillers) und D 166 (nach Neufchâteau und Vittel) durch das Gemeindegebiet von Golbey. Die Bahnlinie Nancy-Épinal-Remiremont, die vom Unternehmen TER Lorraine betrieben wird, führt zwar mitten durch Golbey, durch die Nähe zu Épinal besitzt die Stadt aber keinen eigenen Haltepunkt.

## Belege
1. ↑   www.vosges-archives.com (Memento des Originals vom 19. August 2011 im Internet Archive)  Info: Der Archivlink wurde automatisch eingesetzt und noch nicht geprüft. Bitte prüfe Original- und Archivlink gemäß Anleitung und entferne dann diesen Hinweis. (französisch) abgerufen am 9. Mai 2010
2. ↑  Golbey auf cassini.ehess
3. ↑  Golbey auf INSEE
4. ↑  Handels- und Dienstleistungsunternehmen auf annuaire-mairie.fr (französisch)
5. ↑   Golbey auf bilans.net (Memento des Originals vom 23. Dezember 2011 im Internet Archive)  Info: Der Archivlink wurde automatisch eingesetzt und noch nicht geprüft. Bitte prüfe Original- und Archivlink gemäß Anleitung und entferne dann diesen Hinweis. (französisch) abgerufen am 9. Mai 2010